# (431436) Gahberg
(431436) Gahberg est un astéroïde de la ceinture principale.

## Description
(431436) Gahberg est un astéroïde de la ceinture principale. Il fut découvert le 18 août 2007 à Gaisberg par Richard Gierlinger. Il présente une orbite caractérisée par un demi-grand axe de 2,67 UA, une excentricité de 0,23 et une inclinaison de 11,4° par rapport à l'écliptique.

## Compléments